# Rościsław Skręt
Rościsław Skręt (ur. 20 czerwca 1926 w Rzeszowie, zm. 19 lutego 2002 w Krakowie) – historyk literatury polskiej, literaturoznawca, profesor UJ i Instytutu Historii PAN.

## Życiorys
Urodził się w Rzeszowie 20 czerwca 1926 w rodzinie Franciszka i jego żony Zofii z  domu Trusz. W 1938 rozpoczął naukę w rzeszowskim gimnazjum im. Stanisława Konarskiego. W czasie okupacji uczył się samodzielnie. Maturę zdał w 1943 w tajnym szkolnictwie. W 1945 rozpoczął studia polonistyczne na Uniwersytecie Jagiellońskim w Krakowie. W 1951 uzyskał magisterium.
Od 1948 zatrudniony był w Pracowni Bibliografii Zawartości Czasopism Polskich IBL. Po likwidacji tej Pracowni w 1954 podjął pracę w Pracowni Bibliografii Polskiej XIX Stulecia prowadzonej przez Karola Estreichera.
Za publikację książki "Kazimierz Brodziński jako historyk literatury" otrzymał w 1962 na Wydziale filologicznym UJ tytuł doktora filologii polskiej. Habilitację uzyskał w 1984 na podstawie pracy "Historiografia literatury polskiej w XIX stuleciu". Tytuł profesorski otrzymał w 1993 za bardzo szczegółową analizą krytyczną "Utworów poetyckich" Juliana Przybosia.
W Pracowni Bibliografii Polskiej XIX Stulecia pracował do 1972 i był faktycznym redaktorem pierwszych dziesięciu tomów tego wydawnictwa. W 1972 podjął pracę w redakcji "Polskiego słownika biograficznego" i zajmował się działem literatury, teatru, księgoznawstwa, filozofii i muzyki. Jest autorem 175 biogramów zamieszczonych w Słowniku.
Zmarł w Krakowie 19 lutego 2002 i pochowany jest na Cmentarzu Salwatorskim.